# Amphiprion allardi
Amphiprion allardi är en fiskart som beskrevs av Klausewitz, 1970. Amphiprion allardi ingår i släktet Amphiprion och familjen Pomacentridae. Inga underarter finns listade i Catalogue of Life.

## Bildgalleri

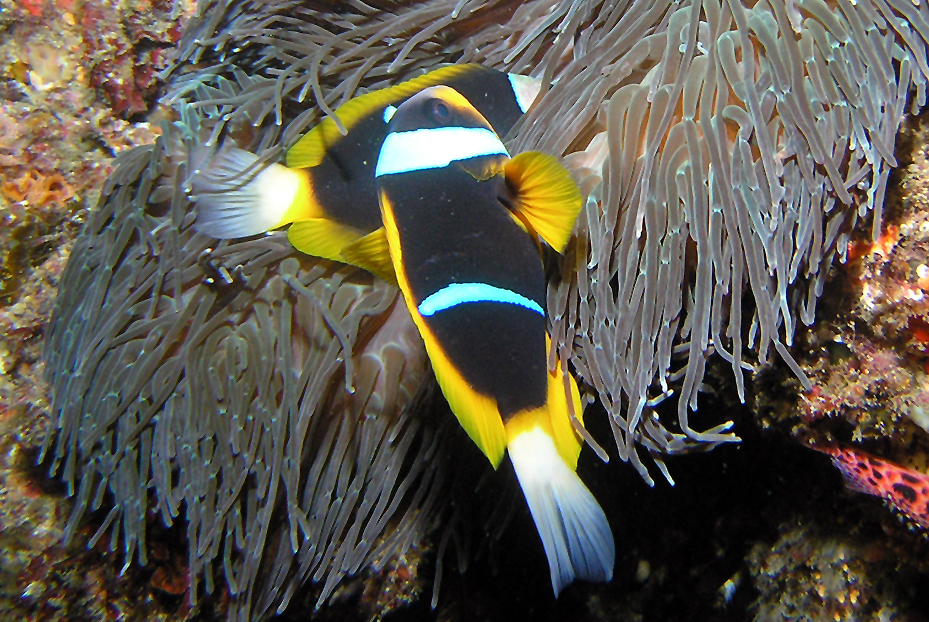
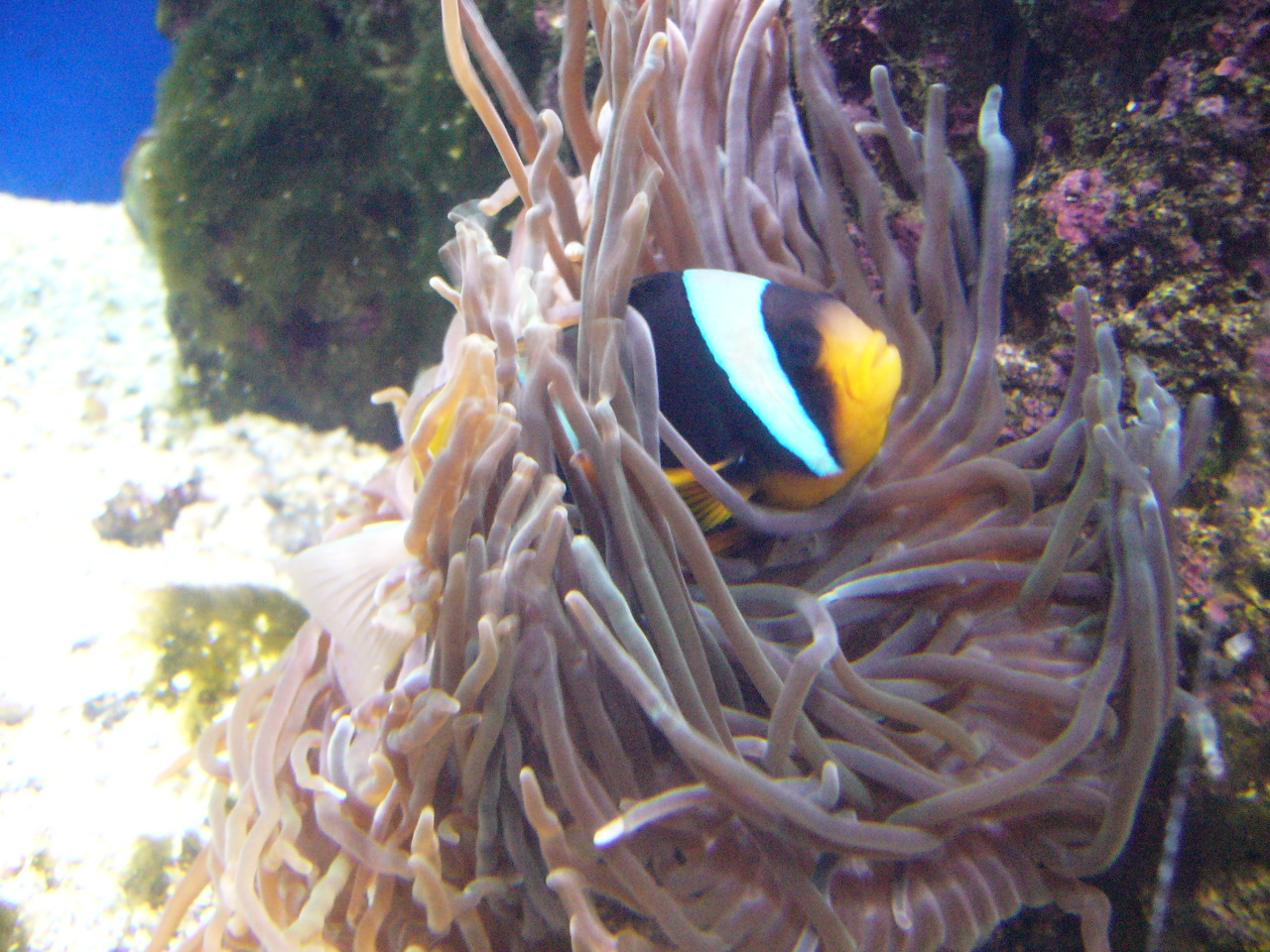
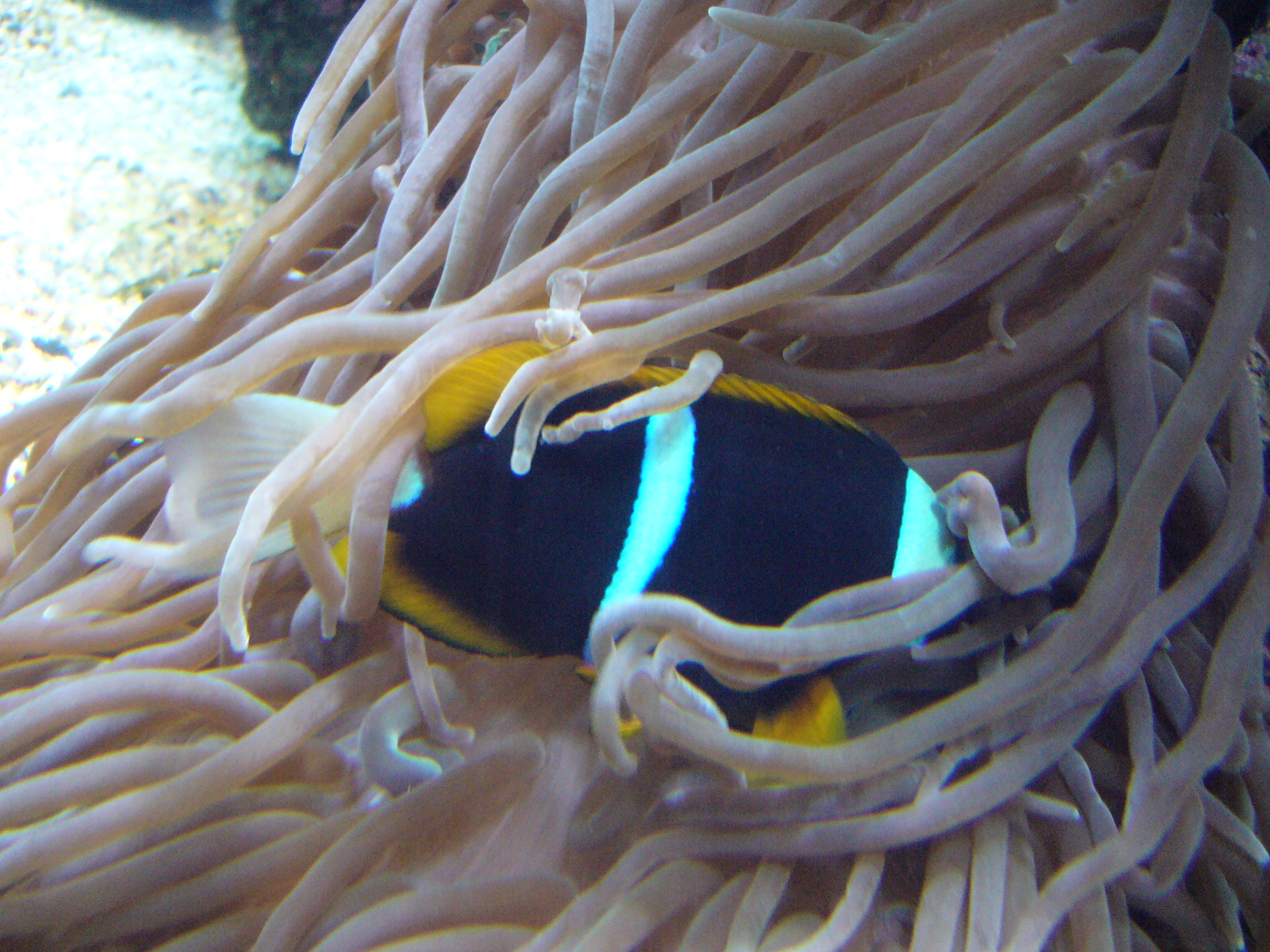
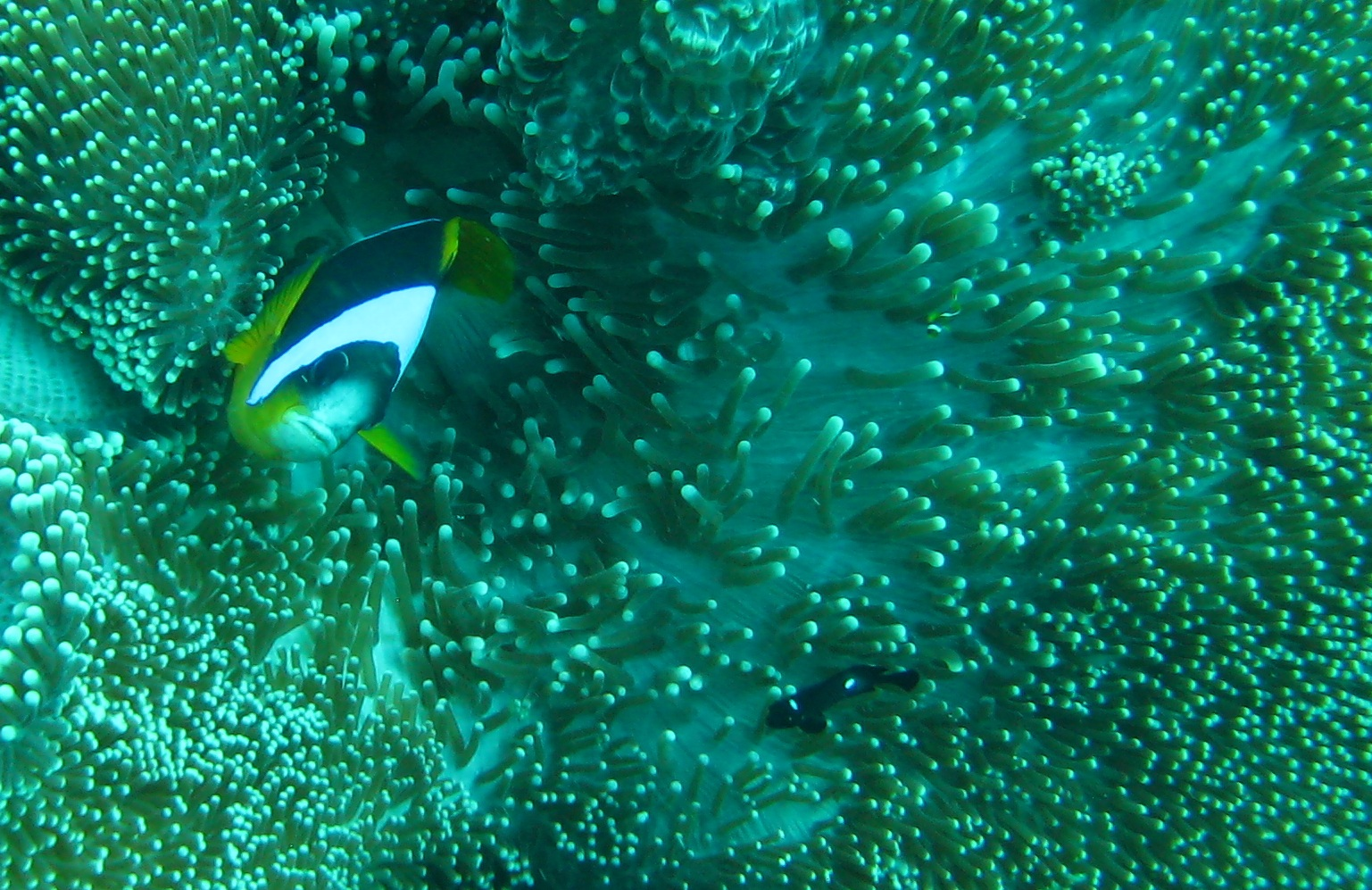
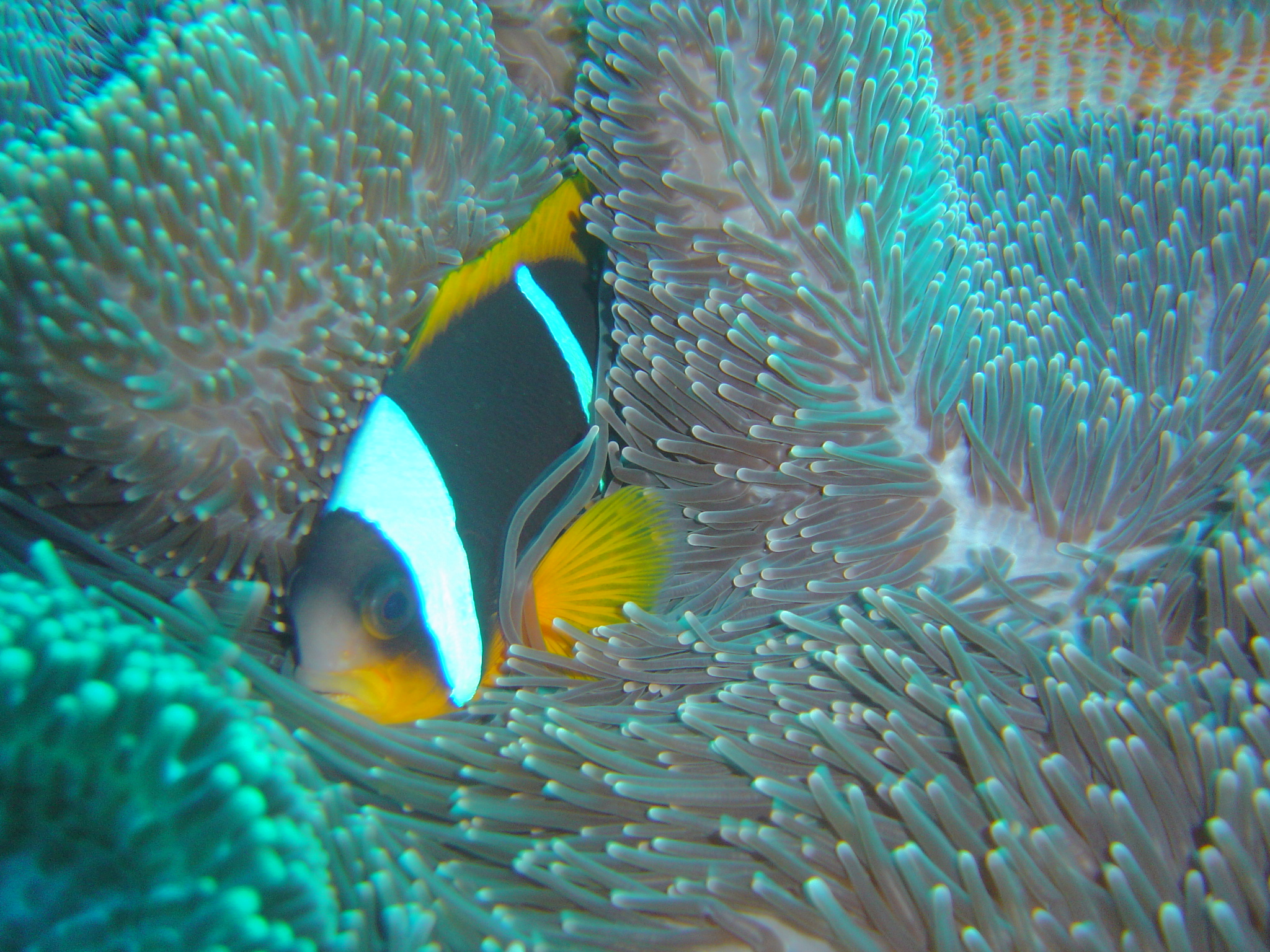
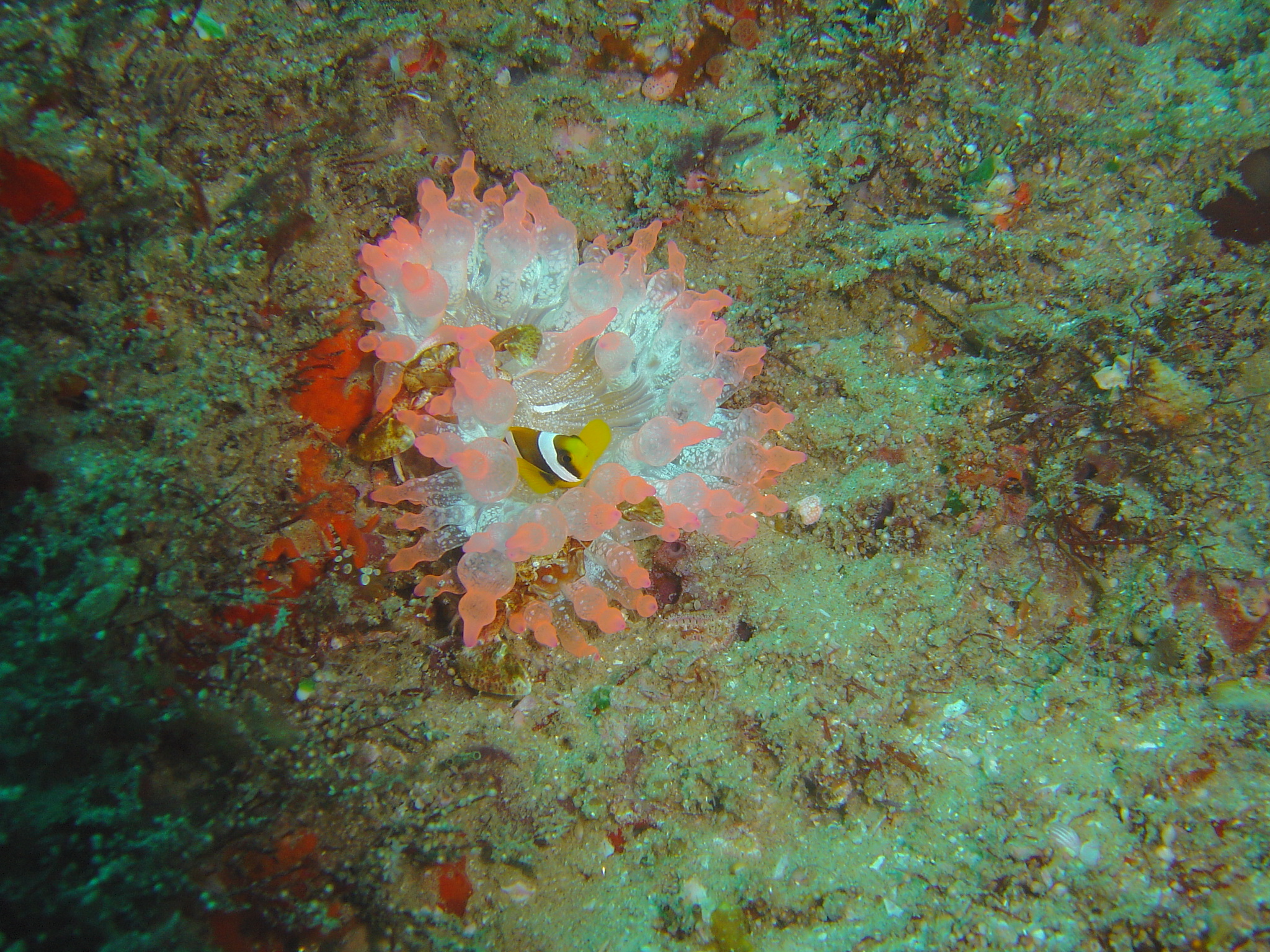